# 박경철
박경철(朴慶哲, 1964년 11월 10일~)은 대한민국의 의사이자 칼럼니스트·주식 투자 전문가·방송인이다. 1990년대부터 '시골의사'라는 필명으로 주식 사이트에 글을 올려 폭발적인 조회수를 기록한 주식 투자 전문가이며, 《시골의사의 아름다운 동행》으로 인기를 얻은 작가이기도 하다. KBS 제2라디오의 《박경철의 경제포커스》를 진행하고 있으며, 매일 2시간의 라디오와, 200자 원고지 30장 분량의 글을 쓰고 주간지와 일간지 등 약 20건의 고정 칼럼, 월 평균 30건 이상의 경제학, 청소년 강연도 하고 있으며, 2010년 이후로는 안철수와 함께 강연을 하고있다가 2012년 이후 그만두었다.

## 생애

### 학창 시절
경찰 공무원이었던 박경철의 아버지는 경상북도 내에 전근을 다녔다. 박경철은 아버지를 따라 예천, 경산 등으로 다니다가 초등학교 6학년 때 대구에서도 부자동네인 곳으로 전학왔다. 박경철은 어느 날 친구집에 놀러갔는데 친구의 아버지가 정보기관의 높은 사람이었고 집안에 계단이 있을정도로 부자였다. 그 뒤로 친구의 가방이나 도시락 등을 비교하면서 빈부의 격차를 실감하게 됐다. 친구의 방에 동화책이 꽉 차있는 것을 보면서 부럽다는 생각을 가졌고 그 이후로 책에 대한 갈망을 느끼면서 책을 좋아하게 됐다. 박경철은 책상을 들고 공사중이던 학교 건물 7층으로 올라가 책을 읽다가 선생님에게 적발이 되어 혼나기도 했다. 박경철은 세상의 정의를 저울로 달 수 있는 법관이 되보고 싶다는 생각을 해보기도 했고, 글을 쓰는 일을 생각해보기도 했으나, 평소에 존경하던 아버지가 의대를 가라고 이야기를 하자 박경철은 두말없이 그에 따라 영남대학교 의과대학에 진학했다. 하지만 아버지는 박경철이 대학생 시절에 사망했다. 혼자서 가정을 힘들게 꾸려가던 어머니는 남에게 속아 큰 빚을 떠안으면서 집안이 휘청거리기도 했다.

### 의사 생활
박경철이 예비역 대한민국 육군 공중보건의 중위 전역 이후 의사로 활동하던 시기에도 월급으로 감당하기 어려울 정도의 빚이 남아있었다. 그래서 개원밖에 답이 없을거라 생각하여 계획을 잡았는데 고가의 의료장비와, 임대할 건물을 구하는 것도 쉽지 않았다. 하지만 절친한 친구가 5년 만기 적금의 만기 3개월 남은 상황에서 해지하고 박경철에게 도움을 준 친구도 있었고, 의사면허증을 담보로 대출까지 받아서 도와준 친구도 있었다. 2001년 39세에 고향인 경북 안동에서 어렵사리 개원을 했으나 첫날 28명밖에 오지 않았다. 적자를 면치 않으려면 80명이 와야 했는데 크게 못미쳤던 것이다. 이 사업이 잘못되면 의사 생활도 어렵게 되고 도와준 친구들에게도 피해가 가기 때문에 박경철은 추석과 설날에도 쉬지 않고 24시간 진료를 했으며 거동이 불편한 노인들에는 방문진료까지 해주기도 했다. 그렇게 열심히 하자 하루에 200명이 올 정도로 숨통이 트였다. 개업 6개월 후에는 하루 방문환자 400명을 기록해 당시 의사 개인 진료횟수 전국 3위를 기록했고 빚도 다 갚게 됐다.
2005년 박경철은 자신과 동료들이 의사 생활을 하면서 겪은 일을 모은 에세이 《시골 의사의 아름다운 동행》을 발간했다. 당시 박경철은 365일 병원에서 지냈는데 밤에 손님이 없는 틈을 타 경제공부를 하며 책을 집필하기 시작했다. 의사와 환자 사이에는 신뢰가 중요하다고 생각했고 이를 알리기 위해 집필한 것이었다. 이 책에는 모두 1인칭 시점으로 기술되어 있는데 이는 박경철이 모두 겪은게 아니라 가상의 인물인 나를 통해 모든 의사(박경철의 동료)를 대변하는 것이다.《시골 의사의 아름다운 동행》은 독자들의 공감을 불러일으키며 베스트셀러에 올랐다.
박경철의 아들은 의료사고로 인해 뇌성마비에 걸렸다. 박경철은 의사로써 아이를 치료했고 아이의 상태는 눈에 띄게 호전됐다. 하지만 박경철은 자신이 의사였고, 여유가 있었기 때문에 가능한 일이었다고 생각하고 있다. 박경철은 비슷한 증상을 겪었던 아이들은 자신의 아이보다 상태가 더 늦게 호전되는 경우도 있어 소득격차에 따른 벽이 있다고 이야기했다.
2017년에는 13세 연하의 KBS 아나운서 정은승과 재혼한 사실이 알려졌다.

### 주식 투자와 관련 활동
의대 의학 영어 수업에서 미국의 '타임'지 의학 기사를 수업 교재로 사용하면서 해석하고 발표하는 과제가 주어졌는데 과제를 끝마치고 버리자니 아깝다는 생각이 들어 좀더 자세하게 살펴보게 됐다. 당시 '미국 자산 시장이 불타오른다'는 내용이 눈길을 끌었다. 당시 한국엔 '백할머니', '광화문곰' 등이 주식시장을 쥐락펴락하던 시기였다. 20~30년 후 미국을 따라잡는다고 생각하면 대한민국에도 쓸모가 있겠구나 생각이 들었다. 그래서 경제서적을 찾아 본격적으로 공부했다. 첫 주식투자는 어머니에게 몇 십만원을 얻어 시작한 것이었다. 당시 샀던 주식은 20년 넘어 보유하고 있는데 가격이 현재와 비슷하다. 박경철은 이를 보며 "어떤 일이든지 잘 모르고 쉽게 뛰어들면 안된다"라는 교훈을 얻었다고 한다. 박경철이 저술한 주식투자 서적들은 큰 인기를 끌고 있으며, 2006년 증권선물거래소와 증권사 사장단은 박경철에게 "증권투자의 올바른 인식과 새로운 방향을 제시했다"며 외부인사로는 처음으로 '올해의 증권선물인상'을 수상하기도 했다. 박경철은 한때 직접 주식투자를 하여 원금의 50배 수익을 올리기도 했다. 박경철은 각종 강연에도 다니고 있는데 교육·공공기관을 우선순위에 두고있어 차비를 빼면 섭외료가 남지 않는 경우도 많았다.
주요 예측
박경철은 1990년대부터 '시골의사'라는 필명으로 주식 사이트에 글을 올려 큰 호응을 얻었다. 1995년부터 IMF 사태까지 시장 전망을 내놓았다. 1999년 12월에는 '성장주와의 이별'이라는 글로벌 거품 붕괴를 예측했다. 2000년 주식 폭락도 예언하면서 당시 족집게 예측으로 유명했다. 2001년 911테러 직후 "향후 10년 내에 이 가격에 삼성전자를 살 수 있는 기회는 다시 오지 않을것"이라며 주가 상승을 주장했다. 2007년 9월 한국증시 고점론을 전망했다.

## 철학

### 의료·복지
박경철이 진료하던 어느 늦은 밤, 한 노모와 아들이 병원에 왔었다. 그런데 아들의 입술이 새파래진 것을 보고 농약을 마신거라 직감한 박경철은 이미 살릴 수 없는 지경에 이르렀음을 알아차렸다. 노모가 박경철에게 아들을 살릴 수 있는지 여부를 묻는 질문에 박경철은 살릴 수 없다고 답하자 모자는 다시 돌아가려 했다. 하지만 박경철은 치료를 시도해봐야 한다며 돌아가려는 모자를 막아서자 노모는 치료비가 없다고 말했다. 박경철은 위세척을 무료로 해주고 모자에게 택시비를 쥐어줬으나 모자는 택시를 타지 않고 버스를 타고 돌아갔다. 박경철은 이를 보며 "사람이 생존의 문제에 있어서는 모두에게 공평하게 기회를 주는 것이 당연하지 않느냐"라는 생각을 가졌다고 말했다.
박경철은 대한의사협회 대변인 시절, 정부의 '빈곤층에 대한 진료제한 정책'에 18개 시민단체와 함께 반대투쟁을 벌였다. 이 시절에 박경철은 "병원을 팔아서라도 극빈자에게선 진료비를 받지 말자"는 주장을 하여 의사협회의 일부로부터 '좌파세력의 주구', '트로이의 목마'라는 비판을 받았다. 한편 성분명 처방에 대해서는 시민단체의 입장에 반대하는 성명을 냈다. 이로 인해 시민단체들로부터 의사협회 대변인이 되니 변했다는 비판을 받았다. 성분명 처방을 하게 되면 복제 약을 쓸 우려가 있게 되는데, 이것의 안정성이 문제되기 때문에, 이에 대한 반대 성명은 본인의 소신이라고 주장했다. 이후 의사협회 내부 갈등으로 박경철은 2007년 10월 1일 대변인 자리에서 3개월 만에 사퇴했다. 박경철은 사퇴의 변으로 "즉흥적인 것이 아니며 그 동안 수 차례 고민했다"고 하며 "장동익(제34대 대한의사협회장, 국민건강수호연대 초대 위원장출신)집행부 이후 시민들로부터 소외되었던 의사사회를 연결하고자 했고 소기의 목적을 달성했다"고 말했다.

### 주식
한국 국민들이 주식을 잘 모르던 1990년대에 외국 자본이 들어와 한국 자본을 가져가고 개인 투자자들은 피해를 봤다. 이러한 외래 자본에서 국내 자본을 지키는 사람들이 기관투자자들이다. 대한민국은 이러한 시스템이 만들어지는 과정에 있다. 박경철은 개인투자자가 직접 주식투자를 하지 않는게 좋다고 생각한다. 직접투자로 인해 손해가 발생했을 경우 개인 투자자는 스트레스를 받아 일상적인 생활을 할 수 없는 지경에 이르게 되는 경우가 많다는 것이다. 그렇기 때문에 주식 투자는 전문가에게 맡기는 것이 옳다고 생각한다. 2008년 미국에서 발생한 서브프라임 모기지 사태때 전문 투자자들에게 맡겼음에도 큰 손해를 봤던 사람들은 전문가들을 믿지 못하는 경우가 많아져 최근들어 개인 투자자가 늘어나고 있는데 박경철은 이러한 현실이 매우 우려된다고 말했다. 개인 투자자에게 경고를 자주 해왔던 박경철은 다른 주식 전문가들에게 따가운 눈초리를 받기도 한다. 박경철은 자신이 위험을 알리는 종이라고 생각한다. 그런 위험을 알리는 역할을 사회 속에서 잘 한다면 살아가면서 덜 부끄럽겠다라고 말했다.
박경철은 1990년대 후반에 주식 투자로 큰 수익을 거두었는데, 이는 주식 투자의 관점이 아니라 IT, 휴대전화 등이 일상화 될 것을 예상해서 주식투자를 했고 이것이 생각보다 성과가 좋았다고 말한다. 또한 현재도 주식 투자로 수익을 보았다라기보다는 어떤 산업의 미래를 보았다는 정도로 의미를 부여한다고 말했다. 박경철은 자신이 주식 투자로 큰 수익을 거둔 것에 대해서 한번쯤 특별히 운이 맞아서 그렇게 됐다고 생각한다. 그리고 과장된 영웅담이 주식 투자로 힘들어진 사람들에게 조롱이 될 수 있기 때문에 조심스럽다고 말한다. 박경철은 주식 투자를 하는 것에 대해서 "대한민국이 발전할 것이라는 믿음이자 당위성을 가지고 해야 한다"라고 말한다. 그러나 주식을 도박하듯이 하게 되면 좋은 것도 나쁜것이 된다고 지적한다. 박경철은 자신의 주식 투자 비법은 없다고 말한다. 시장은 누구에게도 특별한 비법을 전해주지 않는다고 말한다.
나름대로 경제를 배웠다고 생각한 박경철은 영남대학교 시절 주식에 대해 '책을 보면 간단한 이론이 있구나' 하는 생각을 갖고 있었다. 그러던중 어느 날 친구 집에 놀러가 친구의 아버지에게 주식 관련 조언을 해줬다. 친구의 아버지는 영업정지, 부도발생 등으로 증권거래에서 상장폐지 사유에 해당되는 관리대상종목을 보유하고 있었는데 박경철은 이에 대해 "관리대상종목은 언제 부도날지 모르는 위험한 종목"이라고 조언하자 친구 아버지는 다음날 주식을 정리했다. 그러나 해당 종목은 일주일 후에 11배가 오르면서 박경철의 예상을 완전히 빗나갔고 박경철은 '철없는 강아지는 위험하다'라는 것을 깨달았다고 한다.

## 약력
학력
- 덕원고등학교
- 영남대학교 의학 학사(M.D.)

경력
- 안동신세계연합클리닉 원장
- 2011년 7월 대장경 천년 세계문화축전 명예홍보대사
- 2011년 3월 사단법인 한국소아당뇨인협회 이사장
- 2010년 한국청년상 공동위원장
- 2008년 4월 대한의사협회 정책이사
- 2008년 3월 민주당 공천심사위원회 위원
- 2007년 5월 대한의사협회 공보이사
- 2007년 5월 대한의사협회 대변인
- 2005년 11월 머니투데이 편집국 전문위원
- 2002년 8월 MBN 전문위원회 위원

## 출연작
- KBS 한국방송공사
  - 《아침마당 - 시골의사 박경철》 2008년 12월 11일
  - 《아침마당 - 시골의사 박경철》 2008년 12월 18일
  - 《아침마당 - 우리경제》 2009년 6월 25일
  - 《KBS 중계석 - 박경철의 0.9% 또는 99%》 2009년
  - 《박경철의 경제포커스》 - 2008년 11월 3일 ~ 2011년 9월 17일
- MBC 문화방송
  - 《황금어장 - 무릎 팍 도사》 2009년 10월 21일
  - 《MBC 스페셜 - 안철수와 박경철》 2011년 1월 28일 (1편/신년특집), 2011년 7월 29일 (2편/여름방학특집)
- MBN 매일경제TV
  - 《경제나침반 180도》2006년
  - 《박경철의 공감 60분》2009년

## 저서
단독 저서
- 《시골의사의 아름다운 동행 1》 2005년 ISBN 9788901049205
- 《시골의사의 아름다운 동행 2》 2005년 ISBN 9788901051635
- 《착한 인생, 당신에게 배웁니다》 2007년 ISBN 9788901074481
- 《시골의사의 부자경제학》 2006년 ISBN 9788901058030
- 《만화 시골의사의 부자경제학》 2007년 ISBN 9788901070179
- 《시골의사의 주식투자란 무엇인가 1 : 통찰편》 2008년 ISBN 9788901088464
- 《시골의사의 주식투자란 무엇인가 2 : 분석편》 2008년 ISBN 9788901088761
- 《시골의사 박경철의 자기혁명》 2011년 ISBN 9788901130460
- 《문명의 배꼽, 그리스 - 인간의 탁월함, 그 근원을 찾아서 ㅣ 박경철 그리스 기행 1》 2013년 ISBN 9788901153834

공저
- 《내 인생의 결정적 순간》 2007년 ISBN 9788991684348
- 《내 인생을 바꾼 한 권의 책 2》 2009년 ISBN 9788901097732
- 《심상정, 이상 혹은 현실》 2010년 ISBN 9788989571636
- 《대한민국 자산관리 리더들이 말한다》 2007년 ISBN 9788970858180

## 같이 보기
- 안철수